# Nagant M1895
Nagant M1895 är en revolver designad och producerad av den belgiske industrimannen Léon Nagant för det Ryska imperiets räkning. Väldigt lik den svenska Revolver m/1887 som också baserade sig på en av Nagants modeller, men som saknade den unika tätslutande cylindern som gjorde M1895 till en av de få revolvrar som fungerar fullgott med en ljuddämpare.